# Lapili
Lapili so velikostna klasifikacija tefre, to je material, ki pade iz zraka med vulkanskim izbruhom ali med udarci nekaterih meteoritov. Lapilli je v latinščini beseda za 'majhne kamne'.
Po definiciji so lapili piroklast premera od 2 do 64 mm. Piroklastični delec s premerom večjim od 64 mm je znan kot vulkanska bomba, ko je staljen, ali vulkanski blok, ko je trden. Piroklastični material z delci, manjšimi od 2 mm v premeru, se imenuje vulkanski pepel.

## Nastanek
Lapili so kapljice staljene ali polstaljene lave v obliki sferoidov, solz, utežičev ali gumbov, ki jih izvrže vulkanski izbruh in padejo na zemljo, medtem ko so še vsaj delno staljene. Ta zrnca so neposreden rezultat ohlajanja tekoče kamnine, ko potuje po zraku.
Lapilni tufi so zelo pogosta oblika vulkanske kamnine, značilne za piroklastične izbruhe riolita, andezita in dacita, kjer se med bazalnim izbruhom lahko odložijo debele plasti lapilov. Večina lapilnih tufov, ki ostanejo na starodavnih terenih, nastane z kopičenjem in varjenjem polstaljenih lapilov v tako imenovani varjeni tuf.
Toplota na novo odloženega vulkanskega kupa povzroči, da se napol staljeni material splošči in nato zvari. Varjene teksture tufa so značilne (imenovane evtaksične), s sploščenimi lapili, fiammi, bloki in bombami, ki tvorijo sploščene oblike v obliki diska znotraj plasti. Te kamnine so precej utrjene in žilave, v nasprotju z nezvarjenimi lapilnimi tufi, ki so nekonsolidirani in jih je zlahka erodirati.

### Akrecijski lapili
Zaobljene kroglice tefre imenujemo akrecijski lapili, če so sestavljene iz slojevitih delcev vulkanskega pepela. Akrecijski lapili nastanejo s procesom agregacije mokrega pepela zaradi vlage v vulkanskih oblakih, ki zlepi delce skupaj, pri čemer vulkanski pepel nukleira na nekem predmetu in se nato prilepi nanj v plasteh, preden akrecijski lapil pade iz oblaka. Akrecijski lapili so kot vulkanska toča, ki nastane z dodatkom koncentričnih plasti vlažnega pepela okoli osrednjega jedra.
To teksturo lahko zamenjamo s sferulitno in aksiolitno teksturo.

#### Oklepni (ali z jedrom) lapili
Ti lapili so vrsta akrecijskih lapilov, čeprav vsebujejo litična ali kristalna jedra, prevlečena s skorjo grobega do finega pepela. Oklepni lapili nastanejo le pri hidroklastičnih izbruhih, kjer je prisotna precejšnja vlaga. Steber pare vsebuje kohezivni pepel, ki se drži delcev v njem.